# Stazione di Pachino
La stazione di Pachino era, fino al 1986, la stazione ferroviaria della città di Pachino.
Con i suoi 36°41' di latitudine nord aveva la particolarità di essere la stazione ferroviaria più meridionale d'Italia e deteneva tale primato anche in Europa per quanto riguarda lo scartamento ordinario: infatti le stazioni di Messene e di Calamata, estremi capilinea meridionali della rete greca che si trovano a una simile latitudine, sono raggiunte dalle ferrovie del Peloponneso a scartamento metrico, mentre le stazioni spagnole di Malaga, Cadice e Algeciras, più a sud di Pachino di circa 30-40', fanno parte della rete RENFE a scartamento largo di 1674 mm.

## Storia
La stazione di Pachino venne attivata nell'ambito della costruzione della breve ferrovia Noto-Pachino, prevista sin dalla fine del XIX secolo ma terminata solo nel 1934. La stazione venne costruita in prossimità dell'abitato e inaugurata in concomitanza con l'apertura all'esercizio della tratta ferroviaria. Il traffico viaggiatori, abbastanza limitato, prevedeva cinque treni giornalieri in partenza e cinque in arrivo, effettuati con automotrici di cui solo uno direttamente per la Stazione di Siracusa mentre i restanti avevano origine e termine a Noto. La stazione aveva un buon traffico merci di prodotti agricoli e, soprattutto, di carri cisterna con vino (Nero d'Avola), di cui la zona aveva una buona e apprezzata produzione. Nel periodo più florido, le partite di vino arrivavano fino in Francia, dove veniva utilizzato per migliorarne il prodotto locale.
La stazione venne "sospesa" dal servizio ferroviario e commerciale il 1º gennaio 1986. Alla fine del 2002 la stazione venne definitivamente dismessa, insieme a tutta la linea tra Noto e Pachino, con decreto di autorizzazione del ministro delle infrastrutture e dei trasporti Pietro Lunardi emesso ai sensi dell'articolo 2 del DM 138T del 31 ottobre 2000 e in seguito ad istanza di rinuncia alla concessione all'esercizio della linea presentata dall'amministratore delegato di RFI S.p.A.
Dal 24 gennaio 2022, la stazione sta tornando a nuova vita essendo interessata dai lavori di recupero dell'intero tracciato promossi dalla Fondazione FS. Essi dovrebbero concludersi entro il 2025.

## Strutture e impianti
La stazione consisteva di un fabbricato in classico stile ferroviario italiano, senza pensilina. L'edificio di stazione, posto a ovest dei binari, è del tipo a corpo centrale unico, a due elevazioni e cinque luci; un piano terra per servizi e un primo piano per alloggi. Possiede una piattaforma girevole di 9,5 metri, una torre dell'acqua con colonna idraulica per rifornimento di locomotive a vapore, una sagoma limite per il controllo del carico dei carri merci e alcune costruzioni accessorie di servizio.
Il fascio binari era costituito da un primo binario di arrivo e partenza e due binari per servizio viaggiatori e merci. Vari binari di ricovero e per servizio merci si trovavano sul lato est della stazione e annessa ad essi anche una pesa carri a bilico della portata di 40 tonnellate.

## Servizi
La stazione disponeva di:
- Biglietteria
- Servizi igienici